# 曾家鋐
曾家鋐（1997年9月3日—），為台灣棒球選手，曾效力於中華職棒中信兄弟，守備位置為投手。於2020年季中選秀中被中信兄弟以第八輪第四十二順位選進。

## 經歷
- 南投縣北投國小
- 南投縣中興國中青少棒隊
- 南投縣國立中興高級中學青棒隊
- 嘉義縣南華大學棒球隊[4][5]
- 臺南市成棒隊（2020年）[6]
- 中華職棒中信兄弟（2020年8月26日－）[6]

## 職棒生涯成績
| 年度 | 球隊     | 出賽 | 先發 | 勝投 | 敗投 | 中繼 | 救援 | 完投 | 完封 | 三振 | 四死 | 責失 | 投球局數 | 自責分率 | 被上壘率 |
| ---- | -------- | ---- | ---- | ---- | ---- | ---- | ---- | ---- | ---- | ---- | ---- | ---- | -------- | -------- | -------- |
| 2021 | 中信兄弟 | －   | －   | －   | －   | －   | －   | －   | －   | －   | －   | －   | －       | －       | －       |
| 合計 | 1年      | －   | －   | －   | －   | －   | －   | －   | －   | －   | －   | －   | －       | －       | －       |

## 外部連結
- 曾家鋐在台灣棒球維基館上的頁面（繁體中文）